# Antis
Antis (А́нтис) — литовская арт-рок-группа существовавшая в период с 1986 по 1990 год. В 2007 году состоялось возвращение группы.

## Название
Название дословно переводится с литовского языка как утка и является игрой слов, как «газетная утка» на название официальной газеты Литовской ССР «Tiesa» (с лит. «Правда»), а также по созвучию с «Анти-С», то есть «антисоветская», — открыто назвать свою группу «антисоветской» в то время означало попасть под статью Уголовного кодекса, поэтому музыканты придумали более изящный и тонкий ход, хотя лидер группы Альгирдас Каушпедас говорил, что исходно не подразумевал такого значения «Антис», но ему понравилась такая народная трактовка названия группы и он против такой расшифровки не возражал.

## История

### Образование
В 1984 году пятеро архитекторов во главе с Альгирдасом Каушпедасом по прозвищу «Пабло» в шутку создали группу для выступления на новогодней вечеринке, организованной союзом архитекторов в Каунасе. Успех группы оказался столь ошеломительным, что уже в следующем году о коллективе заговорили по всей Литве.
В январе 1986 года к группе присоединились музыканты Вильнюсского джаз-оркестра Литовской государственной консерватории. Музыкальной составляющей группы стал заведовать трубач Пятрас Убартас по прозвищу «Снегиус», также архитектор. Каушпедас же сосредоточился на написании текстов и промоушене группы. Вскоре коллектив был приглашён на полу-подпольный фестиваль в Вильнюсском университете и на ряд подобных мероприятий.
Во время выступлений группы на сцене разворачивалось яркое театрализованное действие, в гротескной форме были представлены пороки современного общества: бюрократия, экологические проблемы, неумение быть внутренне свободным. Подобные темы были отражены и в текстах песен.

### Годы успеха

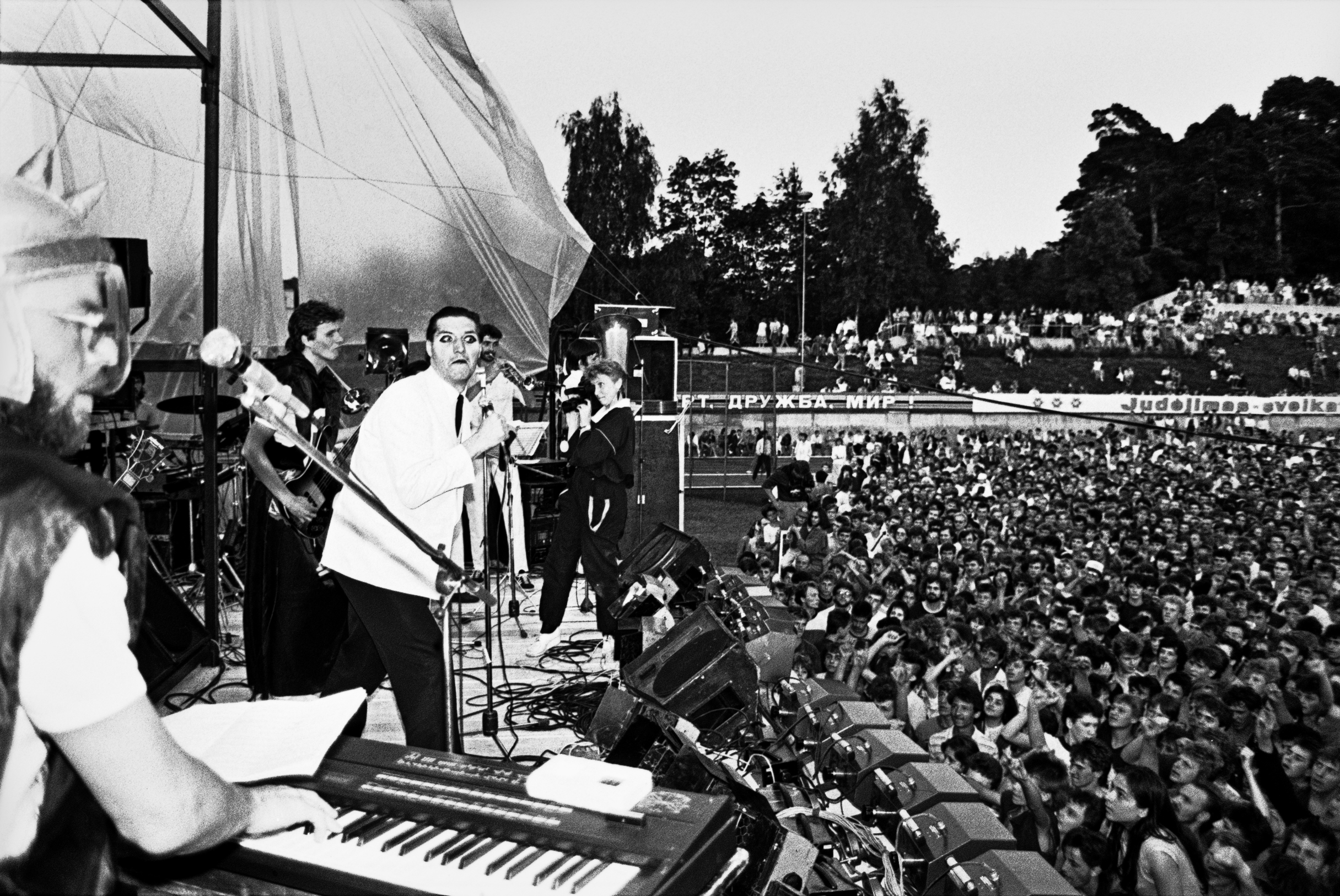
Концерт группы в Вильнюсе, 1987 год

Огромным успехом было выступление группы на рок-фестивале «Литуаника-86», на котором «Антис» выступал на одной сцене с такими мэтрами советской рок-музыки как «Аквариум» и «Браво». Группа отсняла три видеоклипа. В 1986 году эти клипы были использованы в музыкальном фильме «Kažkas Atsitiko» («Что-то случилось»).
В следующем году на фестивале «Литуаника-87» группу ждал оглушительный успех, а кроме того «Антис» стал лауреатом этого фестиваля, собравшего «лучшие силы советского рока». В 1987 году на Вильнюсской студии фирмы «Мелодия» вышел первый магнитофонный альбом группы.
«Антис» прославился далеко за пределами Литвы и в следующие несколько лет объехал с концертами десятки стран Европы, выступив и в США. Удачные выступление коллектива прошли на фестивалях «Рок-панорама-87», «Рок-форум-88», «Каунас-88» и «Бальтиес яунисте-88», а также Днях советского рока в Италии. Также группе повезло выступить в программе Ленинградского телевидения «Музыкальный ринг»
Раннее творчество группы во многом напоминало «Talking Heads». Одним из главных хитов «Антиса» была кавер-версия на песню группы «Men at Work».
Второй альбом группы был выпущен в 1988 году на варшавской фирме «CCS». Коллектив планировал выпустить пластинку самостоятельно, но последовали протесты со стороны фирмы «Мелодия», задержавшие выход альбома на год.

### Прекращение деятельности

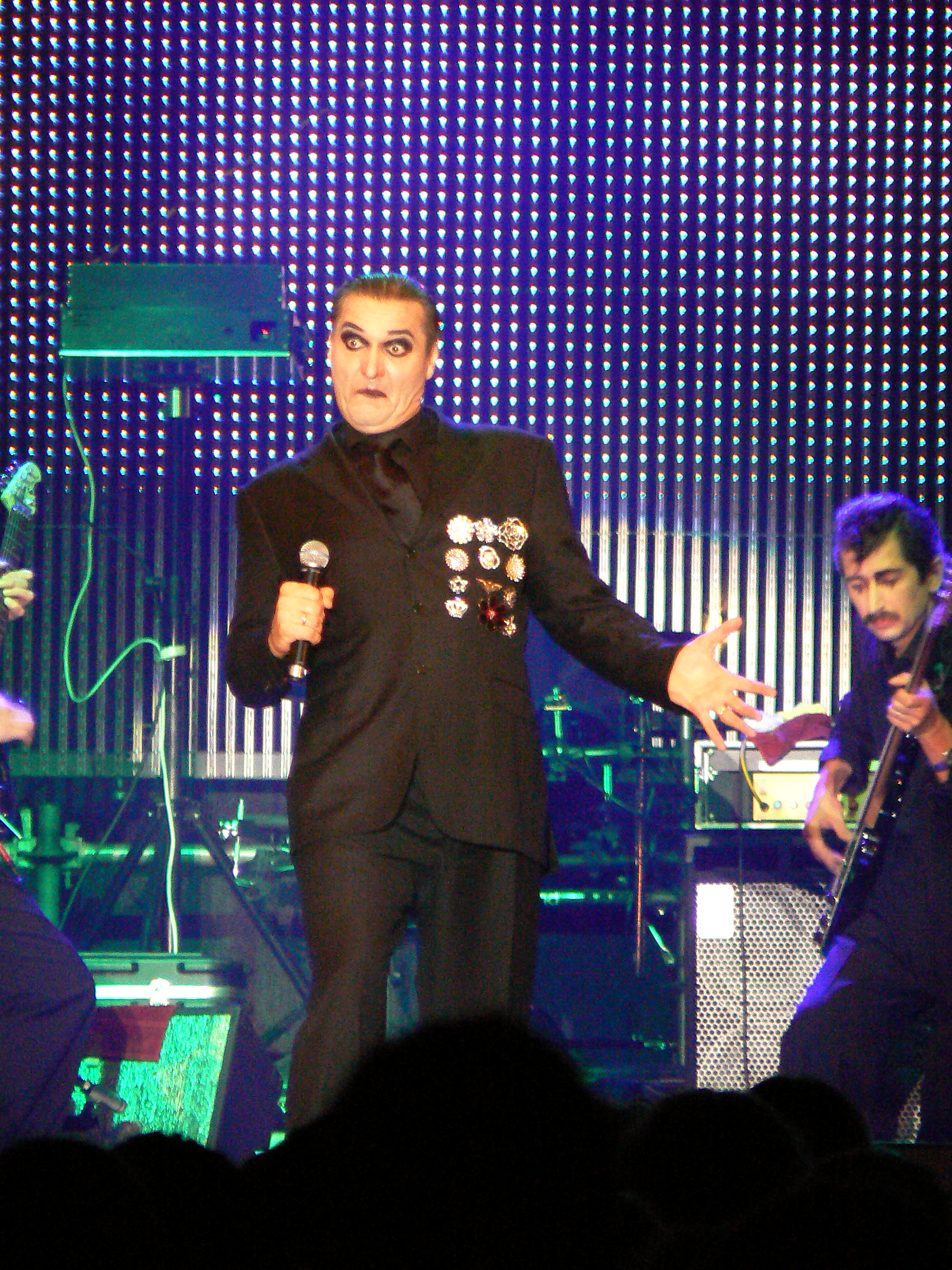
Лидер группы Альгирдас Каушпедас во время выступления, 2008

В 1990 году лидер группы вокалист Каушпедас бросил музыку и занялся политикой. Он был избран в совет «Саюдиса». «Антис» прекратил своё существование, несмотря на значительный успех последних концертов и гастролей. Через некоторое время Каушпедас возглавил Литовское телевидение, а после вернулся к архитектуре и занялся бизнесом.
В 1996, 2003 и 2005 годах группа восстанавливалась в разных составах и отыграла несколько концертов в Литве.

### Возвращение на сцену
В 2007 году состоялось возвращение «Антиса» на сцену. 16 декабря вышел новый альбом группы под названием «Ančių dainos» («Песни уток»). Альбом стал самым продаваемым за всю историю коллектива.

## Дискография
- «Antis» (1987);
- «Ša!» (1988);
- «Anties Dovanėlė» (1989);
- «Visa Antis» (2003) (сборник);
- «Ančių dainos» (2007);
- «Zuikis Pleibojus» (2009);
- «Baisiai džiugu!» (2013).